# Мезйочат
Мезйочат (угор. Mezőcsát) — місто на північному сході Угорщини в медьє Боршод-Абауй-Земплен.
Розташований у північно-східній частині Середньодунайської низовини, за тридцять п'ять кілометрів від столиці медьє — міста Мішкольца і за 190 км на схід від столиці країни — Будапешта.
Населення — в 2001 році — 6594 чоловік; в 2010 році — 6083 людини.